# Microlejeunea ulicina
Microlejeunea ulicina ist eine Moosart aus der Ordnung der Jungermanniales. 

## Merkmale
Die Pflänzchen sind 0,4 Millimeter breit, zierlich und gelbgrün. Die Flankenblätter sind entfernt gestellt. Die Oberlappen sind rundlich oder breit oval, ihre Spitze ist abgerundet. Der Blattrand ist gekerbt. Die Unterlappen sind halb bis dreiviertel so groß wie die Oberlappen, sie sind aufgeblasen und haben eine einzellige Spitze. Die Unterblätter sind oval, auf drei Viertel in zwei Lappen geteilt. Jede Zelle enthält drei bis acht Ölkörper. 

## Verbreitung und Standorte
Die Art ist in Süd- und Westeuropa verbreitet, weiter im tropischen und Südafrika, in Makaronesien, Asien und Nordamerika. In Deutschland ist sie in Südwestdeutschland einschließlich Rheinland-Pfalz und Chiemgau anzutreffen.
Sie wächst auf Rinde, seltener auf morschem Holz, meist zwischen Pflanzen der Gattung Metzgeria kriechend.

## Belege
- Jan-Peter Frahm, Wolfgang Frey, J. Döring: Moosflora. 4. Auflage. (UTB für Wissenschaft, Band 1250). Ulmer, Stuttgart 2004, ISBN 3-8001-2772-5 (Ulmer) & ISBN 3-8252-1250-5 (UTB).